# نرم‌کام
نَرم‌کام در پستانداران، بافت نرمی است که بخش عقب سقف دهان را تشکیل می‌دهد. نرم‌کام بخشی از کام دهان است؛ بخش دیگر آن سخت‌کام است. نرم‌کام در قسمت جلوی دهان از سخت‌کام متمایز می‌شود، زیرا حاوی استخوان نیست.
تکان‌های نرم‌کام به هنگام تنفس در خواب عامل اصلی خر و پف است. دست زدن یا فشار آوردن بر نرم‌کام در بیشتر افراد حالت عُق زدن ایجاد می‌کند.

## ماهیچه‌ها

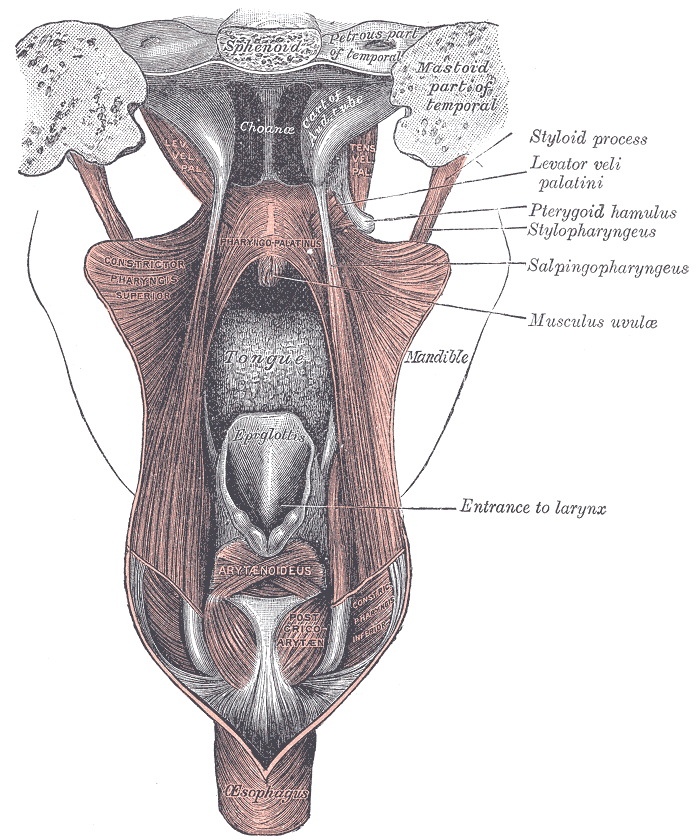
تشریح ماهیچه‌های کام از پشت.

پنج ماهیچه نرم‌کام نقش مهمی در بلع و تنفس دارند. این ماهیچه‌ها عبارت‌اند از:
1. ماهیچه کشنده نرم‌کام، که در بلع نقش دارد.
2. ماهیچه کامی‌زبانی، که در بلع نقش دارد.
3. ماهیچه کامی‌حلقی، که در تنفس نقش دارد.
4. ماهیچه بالابرنده نرم‌کام، که در بلع نقش دارد.
5. ماهیچه زبانچه، که زبان کوچک را حرکت می‌دهد.

این ماهیچه‌ها توسط pharyngeal plexus از طریق عصب واگ عصب‌دهی می‌شوند، به جز ماهیچه کشنده نرم‌کام. ماهیچه کشنده نرم‌کام توسط عصب آرواره‌ای پایینی (V3) عصب‌دهی می‌شود.

## کارکرد
نرم‌کام متحرک است و از فیبرهای ماهیچه پوشیده شده در غشای مخاطی تشکیل شده است. این قسمت مسئول بستن حفره بینی در حین عمل بلع و همچنین بستن راه هوایی است. در حین عطسه، با هدایت بخشی از ماده دفع شده به دهان، از مجرای بینی محافظت می‌کند.
در انسان، زبان کوچک از انتهای نرم‌کام آویزان است. لمس زبان کوچک یا انتهای نرم‌کام یک رفلکس حلقی قوی در اکثر افراد ایجاد می‌کند.

## گفتار
صدای گفتاری که با لمس قسمت میانی زبان (پشت زبان) به نرم‌کام ایجاد می‌شود، به عنوان همخوان نرم‌کامی شناخته می‌شود.
نرم‌کام می‌تواند در حین گفتار منقبض و بالا برود تا حفره دهان (دهان) را از حفره بینی جدا کند تا صداهای گفتاری دهانی تولید شود. اگر این جداسازی ناقص باشد، هوا از طریق بینی خارج می‌شود و باعث می‌شود گفتار به صورت خیشومی‌شدن درک شود.

## مدل‌سازی
درون ریزساختار نرم‌کام، انواع فیبرهای با جهت‌های مختلف قرار دارند که یک سطح ناهمگن با توزیع چگالی ناهمگن ایجاد می‌کنند. این بافت به عنوان ویسکوالاستیک، غیرخطی و ناهمسانگرد در جهت فیبرها توصیف شده است. مقادیر مدول یانگ از 585 Pa در لبه آزاد خلفی نرم‌کام تا 1409 Pa در جایی که نرم‌کام به فک بالا متصل می‌شود، متغیر است. این ویژگی‌ها هنگام تعیین کمیت اثرات دستگاه‌های ارتوپدی اصلاحی مانند Hotz Plate بر شکاف لب، مفید هستند.

## آنالیز کمّی
آنالیزهای کمی بر روی شکاف کام دوطرفه و یک طرفه انجام شده است تا تفاوت‌های هندسی در شکاف کام در طول دوره توسعه و اصلاح آن بهتر درک شود. با وجود دشواری در یافتن نقاط عطف مشترک و قابل مقایسه بین نرم‌کام‌های طبیعی و شکاف کام، روش‌های تحلیلی برای ارزیابی تفاوت در درجه انحنای تاج Aلویولی، مساحت سطح دو بعدی و سه بعدی و شیب تاج آلوئولی ابداع شده است.
آنالیز اجزای محدود، مدل‌سازی مؤثری از گسترش و حرکت نرم‌کام را نشان داده است. همچنین ابزاری مؤثر برای ارزیابی اثرات کرانیوفاشیال دستگاه‌های ارتوپدی اصلاحی و شکاف لب بوده است.

## اهمیت بالینی

### بیماری
آسیب‌شناسی نرم‌کام شامل ضایعات غشای مخاطی مانند پمفیگوس ولگاریس، هرپانژین و migratory stomatitis, و شرایط ماهیچه مانند ناهنجاری مادرزادی لب‌شکری و زبان کوچک است.

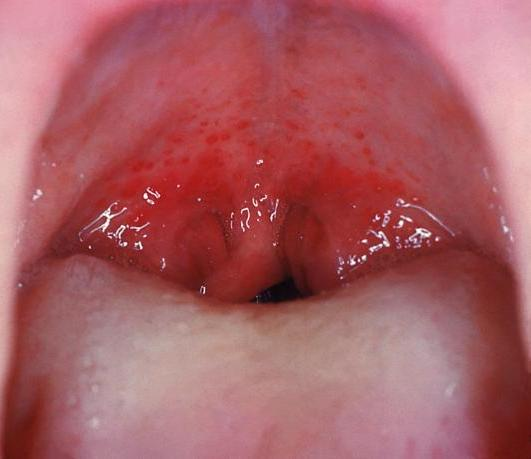
پتشی‌های

 کام عمدتاً با گلودرد استرپتوکوکی، مرتبط هستند و به همین دلیل یک یافته غیرمعمول اما بسیار با حساسیت و ویژگی است. تخمین زده می‌شود که ۱۰ تا ۳۰ درصد موارد پتشی‌های کام ناشی از مکش است که می‌تواند عادتی یا ثانویه به قضیب‌لیسی باشد.

## نگارخانه

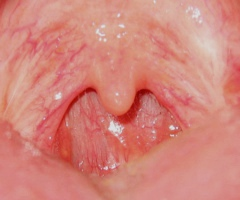
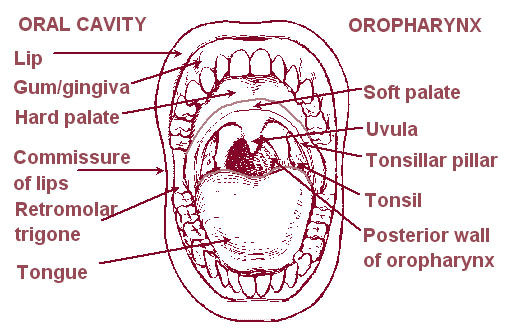
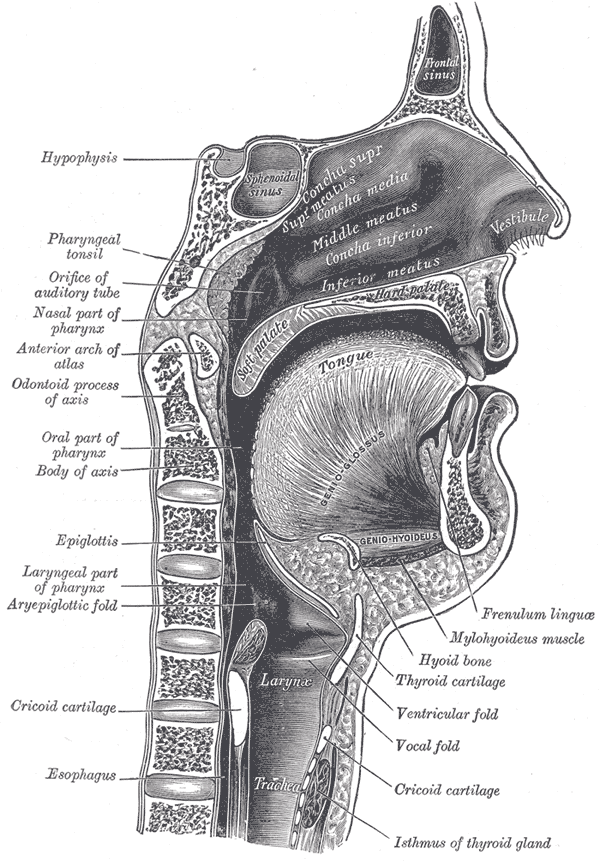
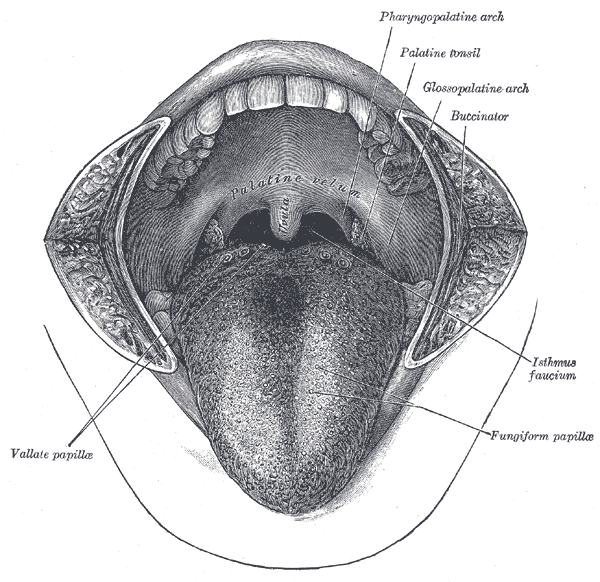